# 더 고트 호른
더 고트 호른(Cuerno de cabra, The Goat Horn)은 불가리아에서 제작된 메토디 안도노프 감독의 1972년 드라마 영화이다.
제45회 아카데미상에서 아카데미 국제영화상 부문으로 불가리아를 대표하여 출품되었으나 후보에 오르지는 못했다.